# Direct Hits (álbum de The Killers)
Direct Hits é um álbum de grandes êxitos da banda americana de rock The Killers, lançado em 11 de novembro de 2013 pela Island Records. Esta compilação contém diversos singles dos quatro álbuns de estúdio lançados pela banda até a data de lançamento desta coletânea, e também contém duas canções inéditas, "Shot at the Night" e "Just Another Girl", produzidas por M83 e Stuart Price, respectivamente.
Sobre o lançamento deste álbum, o vocalista Brandon Flowers afirmou que "este disco parece ser um grande jeito de ajeitar tudo e seguir em frente".

## Faixas
| CD  |                                              |                                              |         |  |
| N.º | Título                                       | Letras                                       | Duração |  |
| 1.  | "Mr. Brightside" (Hot Fuss)                  | Flowers, Keuning                             | 4:55    |  |
| 2.  | "Somebody Told Me" (Hot Fuss)                | Flowers, Keuning, Stoermer, Vannucci         | 4:39    |  |
| 3.  | "Smile Like You Mean It" (Hot Fuss)          | Flowers, Stoermer                            | 3:03    |  |
| 4.  | "All These Things That I've Done" (Hot Fuss) | Flowers                                      | 1:03    |  |
| 5.  | "When You Were Young" (Sam's Town)           | Flowers, Keuning, Stoermer, Vannucci         | 4:17    |  |
| 6.  | "Read My Mind" (Sam's Town)                  | Flowers, Keuning, Stoermer                   | 3:51    |  |
| 7.  | "For Reasons Unknown" (Sam's Town)           | Flowers                                      | 4:23    |  |
| 8.  | "Human" (Day & Age)                          | Flowers, Keuning, Stoermer, Vannucci         | 5:48    |  |
| 9.  | "Spaceman" (Day & Age)                       | Flowers, Keuning, Stoermer, Vannucci         | 4:41    |  |
| 10. | "A Dustland Fairytale" (Day & Age)           | Flowers, Keuning, Stoermer, Vannucci         | 5:09    |  |
| 11. | "Runaways" (Battle Born)                     | Flowers                                      | 3:03    |  |
| 12. | "Miss Atomic Bomb" (Battle Born)             | Flowers, Vannucci                            | 3:48    |  |
| 13. | "The Way It Was" (Battle Born)               | Flowers, Keuning, Stoermer, Vannucci, Lanois | 4:59    |  |
| 14. | "Shot at the Night" (canção inédita)         | Flowers                                      | 4:02    |  |
| 15. | "Just Another Girl" (canção inédita)         | Flowers                                      | 4:22    |  |

| Faixas bônus da versão deluxe |                                             |                                      |         |  |
| N.º                           | Título                                      | Letras                               | Duração |  |
| 16.                           | "Mr. Brightside" (demo original)            | Flowers, Keuning                     | 4:22    |  |
| 17.                           | "When You Were Young" (Calvin Harris Remix) | Flowers, Keuning, Stoermer, Vannucci | 6:12    |  |
| 18.                           | "Be Still" (Battle Born)                    | Flowers, Lanois                      | 4:33    |  |

## Tabelas musicais
| Críticas profissionais | Críticas profissionais |
| Avaliações da crítica  | Avaliações da crítica  |
| Fonte                  | Avaliação              |
| ---------------------- | ---------------------- |
| Allmusic               | [ 4 ]                  |
| Clash                  | 7/10                   |
| Pitchfork              | 6.4/10                 |

| Paradas (2013-2014)            | Paradas posição |
| ------------------------------ | --------------- |
| Alemanha (Media Control)       | 63              |
| Austrália (ARIA Charts)        | 30              |
| Áustria (Ö3 Austria Top 40)    | 73              |
| Irlanda (Irish Albums Chart)   | 8               |
| Países Baixos (MegaCharts)     | 40              |
| Suíça (Schweizer Hitparade)    | 57              |
| Reino Unido (UK Albums Chart)  | 6               |
| Estados Unidos (Billboard 200) | 20              |